# أماندا هاماليو
أماندا هاماليو (ساو باولو، 15 مارس 1986) صحفية ومراسلة ومذيعة برازيلية.

## المسار المهني
اكتسبت سمعة سيئة كعضو في البرنامج الإذاعي بانيكو والذي تم نقله لاحقًا إلى التلفزيون تحت اسم بانيكو في التلفزيون. بالإضافة إلى عملها في الراديو كانت مسؤولاً أيضًا عن بوابة فيرغولا.
في عام 2018 أطلقت بودكاست شيزوفرينوياس الذي يتحدث عن الصحة العقلية. تم ترشيح البرنامج الذي استضافته أماندا لجائزة أباك في فئة البودكاست في عام 2019.
في أكتوبر 2018 دخلت المذيعة في جدل مع المغني بيل بعد جدال. واستجوبت أماندا المغنية بشأن قضية الاعتداء وزواجه من زوجته السابقة دودا كاسترو. ونفت بيل المزاعم وقالت إن أماندا قالت إنها تريد وفاة المغنية، في الوقت الذي انتقلت فيه إلى نيويورك في عام 2016. تحمس كلاهما وانسحبت المغنية من الجاذبية. بعد المناقشة استقال المقدم.

## الحياة الشخصية
في عام 2022 أعلنت أماندا أنها تعاني من طيف التوحد.